# Лудвиг Албрехт Константин (Хоенлое-Бартенщайн-Ягстберг)
Лудвиг Албрехт Константин фон Хоенлое-Бартенщайн-Ягстберг (на немски: Ludwig Albrecht Konstantin, 6.Fürst zu Hohenlohe-Bartenstein-Jagtsberg; * 5 юни 1802, Бартенщайн; † 22 август 1850, Бартенщайн) е 6. княз на Хоенлое-Бартенщайн-Ягстберг (Ягстберг днес е част от Мулфинген) в Баден-Вюртемберг.

## Биография
Той е син на 5. княз Карл Йозеф фон Хоенлое-Бартенщайн-Ягстберг (1766 – 1838) и първата му съпруга херцогиня Хенриета Шарлота фон Вюртемберг (1767 – 1817), дъщеря на херцог Лудвиг Ойген Йохан фон Вюртемберг (1731 – 1795) и София Албертина фон Байхлинген (1728 -1807).
Баща му се жени втори път 1820 г. за графиня Мария Валпурга Катарина Еберхардина фон Валдбург-Цайл-Вурцах (1794 – 1823).
Лудвиг фон Хоенлое-Бартенщайн-Ягстберг умира на 22 август 1850 г. в Бартенщайн на 48 години и е погребан там. Фамилията притежава от 1803 г. до днес „дворец Халтенбергщетен“ в Нидерщетен.

## Фамилия
Лудвиг фон Хоенлое-Бартенщайн-Ягстберг се жени на 11 януари 1835 г. в Прага, Бохемия, за принцеса Хенриета Вилхелмина фон Ауершперг (* 23 юни 1815, Бохемия; † 7 август 1901, дворец Халтенбергщетен, Нидерщетен), внучка на 6. княз Вилхелм фон Ауершперг (1749 – 1822), дъщеря на принц Карл фон Ауершперг (1783 – 1847) и Мариана Августа фон Ленте (1790 – 1873). Те имат децата:
- Августа (* 15 януари 1836, Халтенбергщетен; † 16 декември 1842, Халтенбергщетен)
- Карл Лудвиг Константин Хайнрих фон Хоенлое-Бартенщайн (* 2 юли 1837, Халтенбергщетен; † 23 май 1877, Халтенбергщетен, погребан в Бартенщайн), 7. княз на Хоенлое-Бартенщайн в Бартенщайн, женен на 30 октомври 1859 г. в Бохемия за графиня Роза Каролина фон Щернберг (* 16 март 1836, Унгария; † 15 май 1918, Виена), дъщеря на граф Ярослав фон Щернберг (1809 – 1874) и баронеса Елеонора Орцзи (1811 – 1865)
- Алберт Винценц Ернст Леополд Клеменс фон Хоенлое-Бартенщайн-Ягстберг (* 22 ноември 1844, Халтенбергщетен; † 15 септември 1898, Халтенбергщетен), става 1850 г. княз на Хоенлое-Бартенщайн
- Луиза Каролине Йохана Франциска Мария (* 21 август 1840, Халтенбергщетен; † 16 януари 1873, Похорелице, Моравия), омъжена на 4 август 1863 г. във Виена за австрийския генерал граф Леополд фон Щернберг (* 22 декември 1811; † 21 септември 1899), син на граф Леополд фон Щернберг (1770 – 1858) и Каролина фон Валсег (1781 – 1857)